# 유일랍미
《유일랍미》는 2015년 10월 29일부터 2015년 12월 18일까지 드라마 H, TRENDY에서 방송된 드라마이다.

## 등장 인물

### 주요 인물
- 오창석 : 오근백 역 - 게임 그래픽 디자이너
- 이태임 : 박지호 역 - 드라마 작가 지망생
- 유일 : 한건웅 역 - JD 프레미엄아웃렛 이사
- 이민영 : 고아영 역 - JD 프레미엄아웃렛 디스플레이 팀장

### 오근백의 주변 인물
- 허준 : 상만 역 - 프로게이머
- 박희진 : 정 팀장 역 - 게임 기획자. 본명 정미녀
- 최강원 : 충하 역 - 게임 프로그래머

### 박지호의 주변 인물
- 신소정 : 박태희 역 - 지호의 동생
- 박원빈 : 김승구 역 - 태희의 남자친구
- 한희정 : 김 여사 역 - 지호가 사는 옥탑방 집주인
- 방정식 : 인 교수 역 - 인절미 스튜디오 대표
- 김경진 : 절호 역 - 인절미 스튜디오 직원
- 라용훈 : 이미소 역 - 인절미 스튜디오 직원

### 한건웅의 주변 인물
- 손건우 : 양 사장 역 - 소코넥 엔터테인먼트 대표
- 배준수 : 배 비서 역 - 건웅의 비서

### 고아영의 주변 인물
- 곽현화 : 백윤정 역 - JD 프레미엄아웃렛 직원

### 그 외 인물
- 정동규
- 신보라
- 이상훈
- 안일권
- 송영길
- 김기리
- 이재욱
- 김세온
- 김난주
- 신은경 (우정출연)
- 안재모 (우정출연)
- 허태연 (특별출연)

## 수상
- 2016년 제10회 케이블TV 방송대상 PP작품상 뉴미디어 부문
- 2016년 제10회 케이블TV 방송대상 베스트커플상 (오창석-이태임)